# Ḩorrābād-e ‘Olyā
Ḩorrābād-e ‘Olyā (persiska: حر آباد عليا) är en ort i Iran.   Den ligger i provinsen Lorestan, i den centrala delen av landet, 300 km sydväst om huvudstaden Teheran. Ḩorrābād-e ‘Olyā ligger 2 006 meter över havet och antalet invånare är 223.
Terrängen runt Ḩorrābād-e ‘Olyā är kuperad åt nordost, men åt sydväst är den bergig. Runt Ḩorrābād-e ‘Olyā är det glesbefolkat, med 17 invånare per kvadratkilometer. Närmaste större samhälle är Khāk Beh Tīyeh, 10,7 km norr om Ḩorrābād-e ‘Olyā. Trakten runt Ḩorrābād-e ‘Olyā består i huvudsak av gräsmarker.